# Bariumjodide
Bariumjodide (BaI2) is het bariumzout van waterstofjodide. De stof komt voor als kleurloze en reukloze orthorombische kristallen, die zeer goed oplosbaar zijn in water. De kristallen zijn hygroscopisch en kunnen een dihydraat vormen. Bij verwarmen boven 150 °C wordt het kristalwater verdreven.

## Synthese
Bariumjodide kan bereid worden door reactie van bariumcarbonaat en waterstofjodide:
{\displaystyle {\ce {BaCO3 + 2HI -> BaI2 + H2O + CO2 (^)}}}

## Toepassingen
Bariumjodide wordt, wegens de zeer goede oplosbaarheid in water, gebruikt als reagens om sulfaten aan te tonen in waterige oplossingen. Het onoplosbare bariumsulfaat slaat hierbij neer:
{\displaystyle {\ce {BaI2 + SO4- -> BaSO4 (v) + 2I-}}}
Het zout wordt ook in de homeopathie aangewend.